# Forêt primaire de hêtres d'Ouholka-Chyrokyï Louh

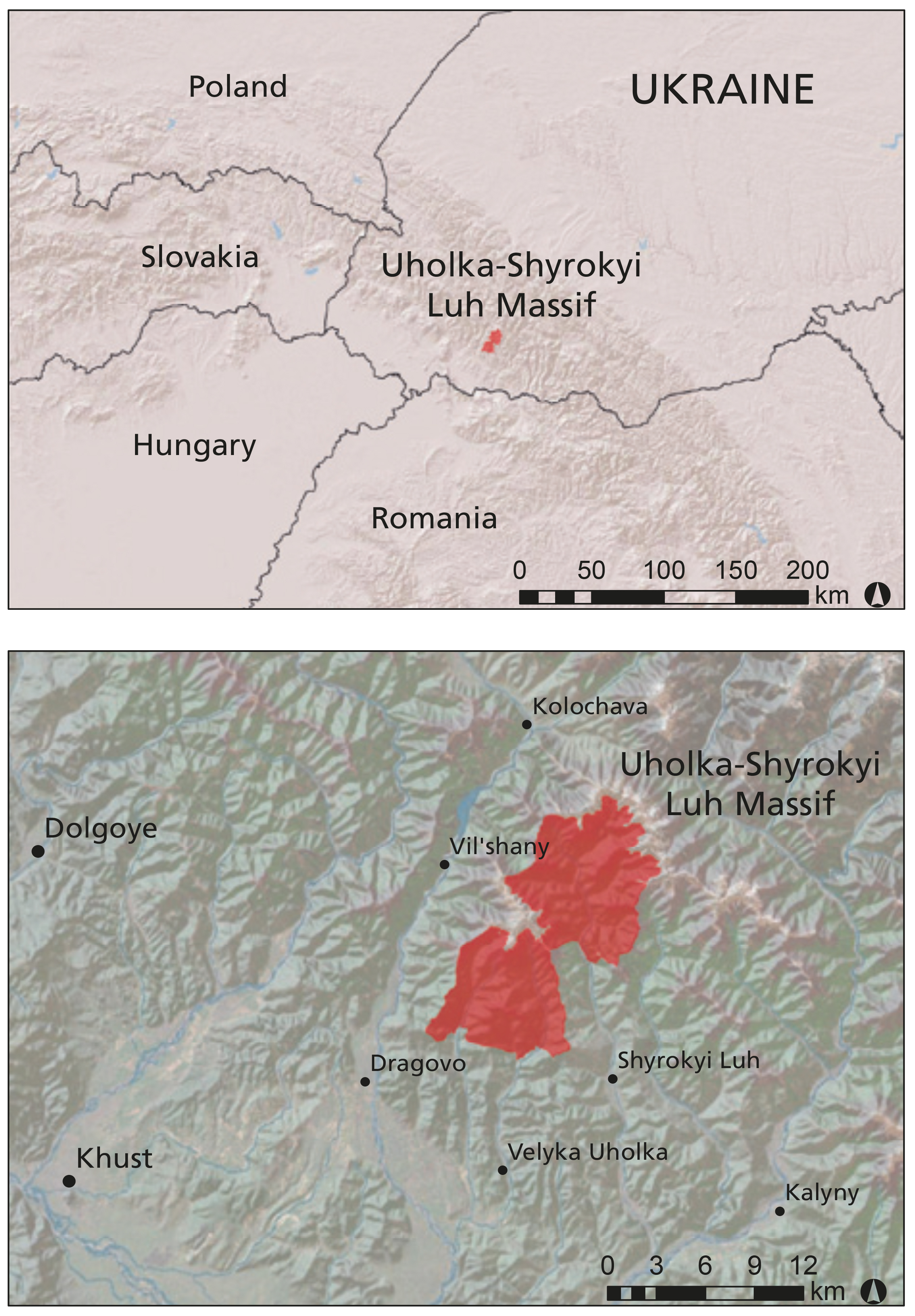
Localisation de la réserve d'Ouholka [48° 16′ N, 23° 40′ O] et de Chyrokyï Louh [48° 20′ N, 23° 44′ O].

La forêt primaire de hêtres d'Ouholka-Chyrokyï Louh (en ukrainien : Угольсько-Широколужанський буковий праліс, Ouholsko-Chyrokoloujanskyï boukovyï pralis) est une  forêt primaire située dans l'oblast ukrainien de Transcarpatie (ou Ruthénie). Rattachée à la réserve de biosphère des Carpates, elle constitue la plus grande forêt primaire de hêtre commun (Fagus sylvatica) au monde, avec une superficie d'environ 8 800 ha.
Si certaines parties de la forêt sont protégées depuis 1920, c'est en 1992 que la forêt primaire d'Ouholka-Chyrokyï Louh a été inscrite au patrimoine mondial de l'UNESCO. Avec d'autres hêtraies primaires et anciennes du continent européen, ajoutées à la liste en 2007 puis en 2011, elle fait partie du site transnational des Forêts primaires de hêtres des Carpates et d'autres régions d'Europe. Devenue un important site de recherche, la forêt primaire d'Ouholka-Chyrokyï Louh fait l'objet d'un premier inventaire statistique complet en 2010, dans le cadre d'un projet scientifique helvético-ukrainien. Un second inventaire est prévu en 2019 pour détecter les changements[Passage à actualiser]. De plus, une zone d'échantillonnage de 10 ha (200 × 500 m) a été mise en place à Mala Ouholka en 2001[réf. souhaitée].

## Résultats de l'inventaire forestier de 2010
L'inventaire de la forêt d'Ouholka-Chyrokyï Louh a été réalisé sur une surface de 10 300 ha, dont 8 800 ha de forêt primaire (le reste étant composé de forêt naturelle). Pendant la phase de relevé, un total de 314 zones d'échantillonnage ont été inventoriées. Dans chaque zone, tous les arbres présentant un diamètre à hauteur de poitrine (DHP) supérieur ou égal à 6 cm ont été mesurés. 97 % des 6 779 arbres mesurés étaient des hêtres communs (Fagus sylvatica) et les hêtres les plus vieux avaient environ 500 ans. L'arbre le plus gros était un orme de montagne (Ulmus glabra) avec un DHP de 150 cm, alors que le plus gros hêtre avait un DHP de 140 cm. Dix hêtres par hectare présentaient un DHP supérieur à 80 cm. Le nombre d'arbres vivants s'élevait en moyenne à 435 par hectare, la surface terrière à 36,6 m2/ha, et le volume à 582 m3/ha. Le volume de bois mort sur pied ou à terre représentait 163 m2/ha. La structure verticale était généralement composée de trois couches et la surface de la plupart des trouées dans la canopée n'excédait pas la couronne d'un arbre dominant.

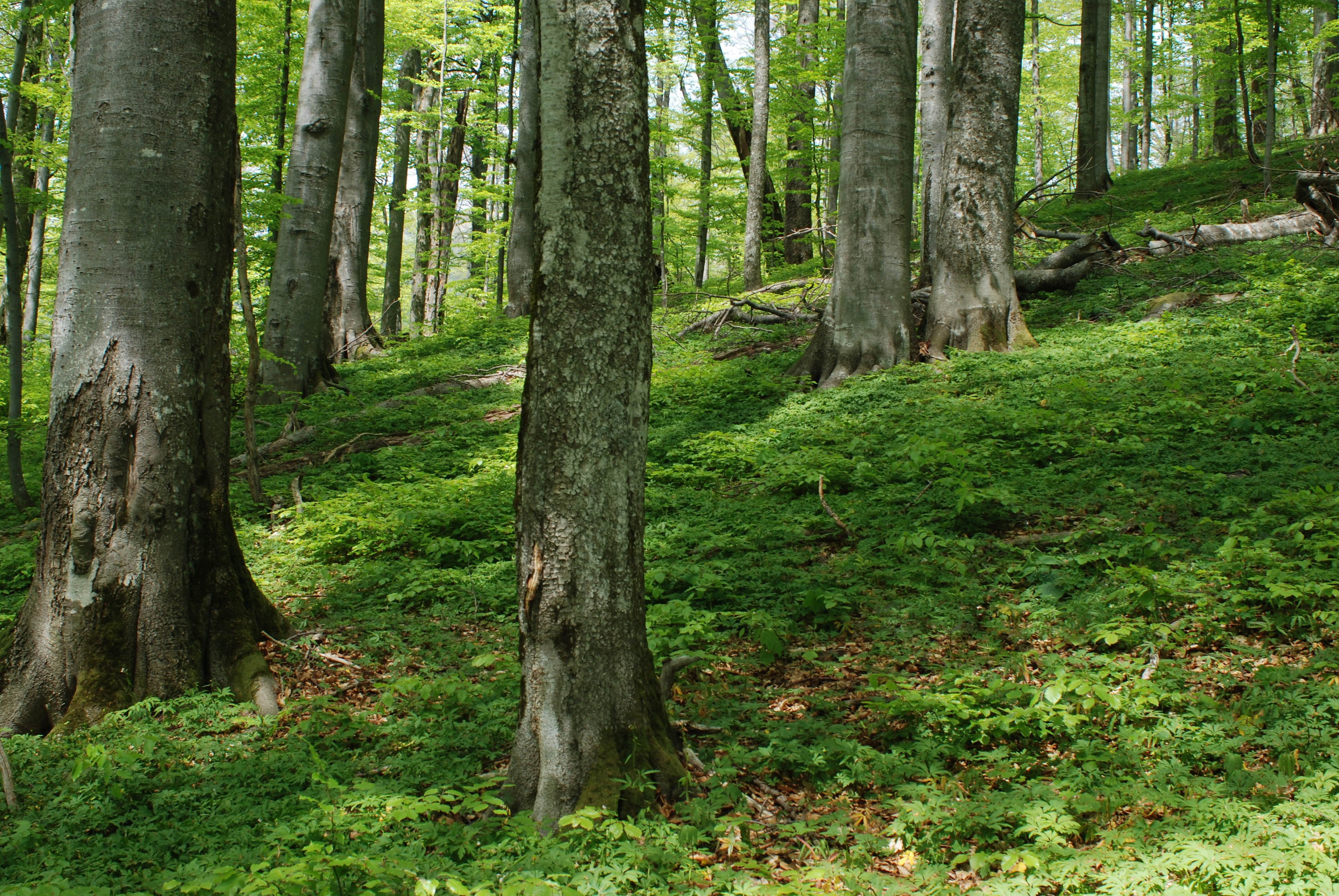
Forêt primaire d'Ouholka-Chyrokyï Louh.
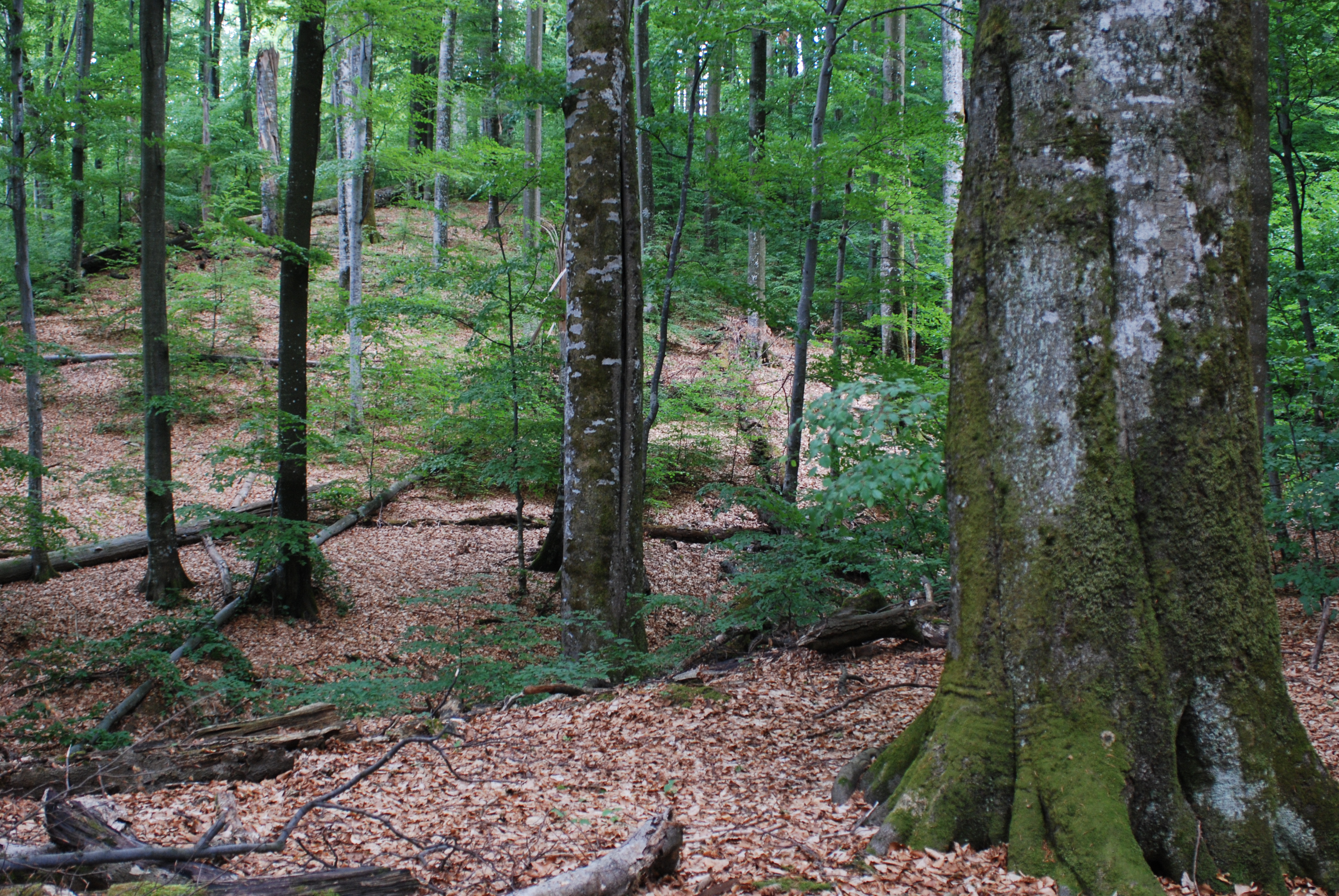
Forêt primaire de hêtres de Mala Ouholka.
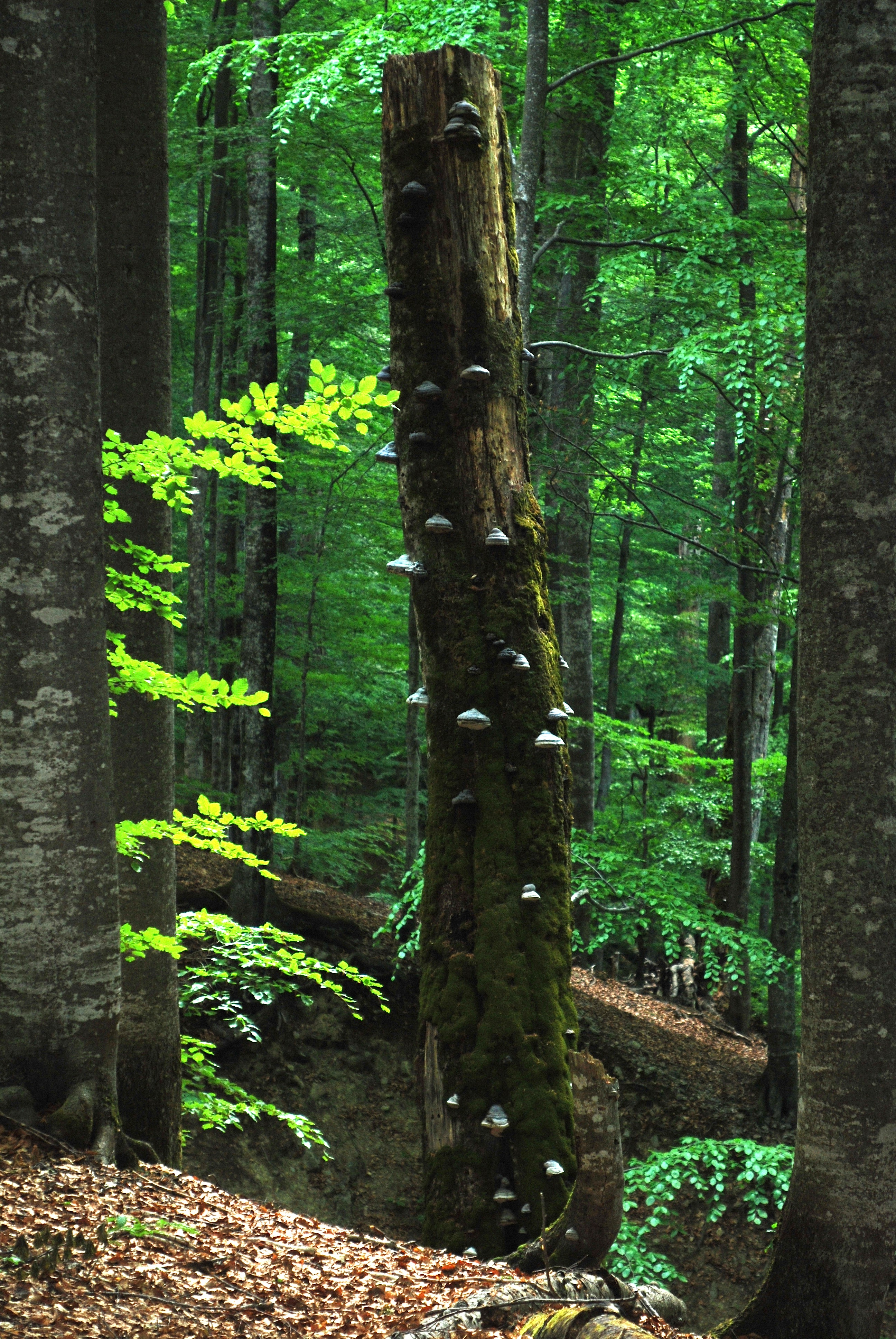
Bois mort sur pied.
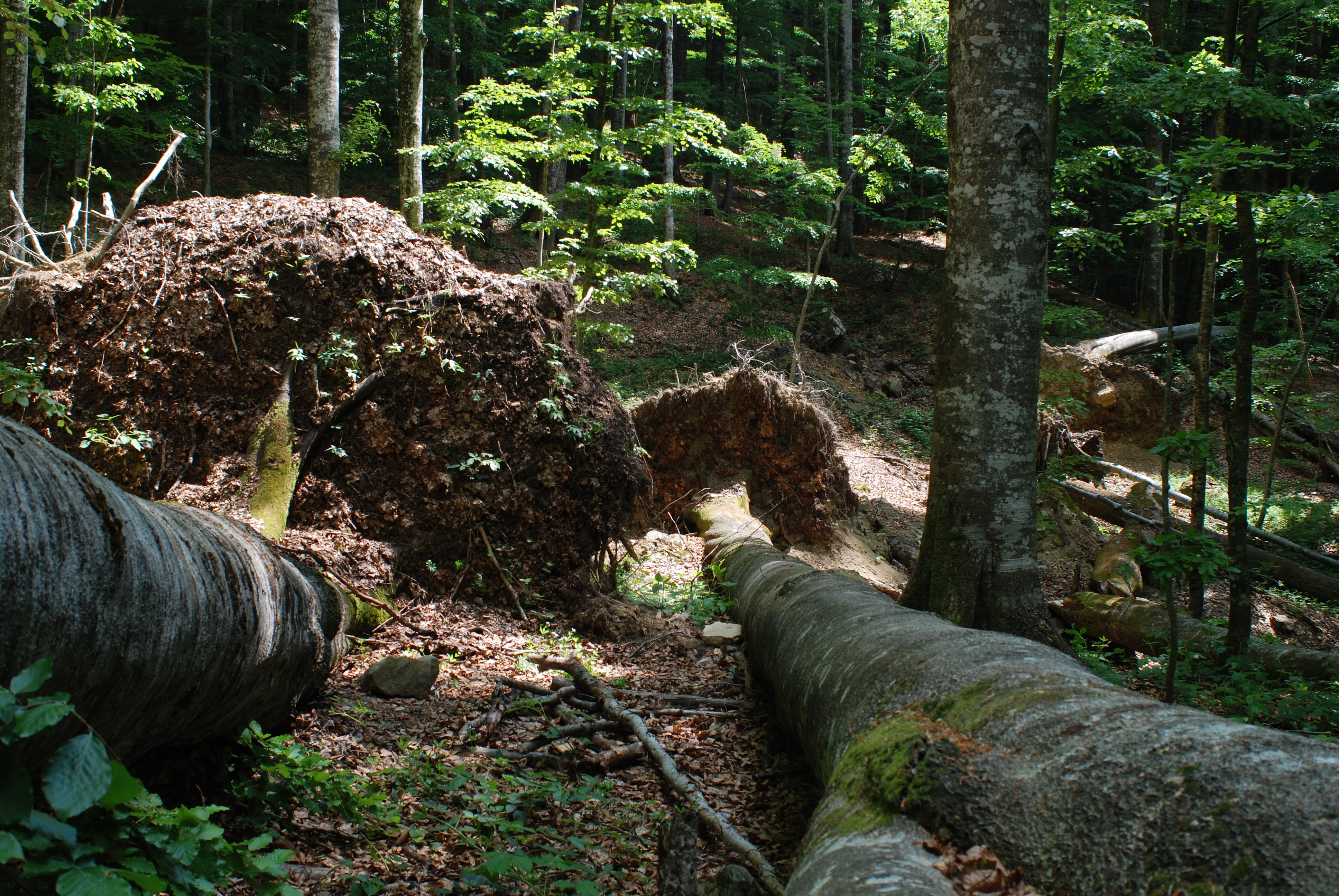
Chablis à Chyrokyï Louh.
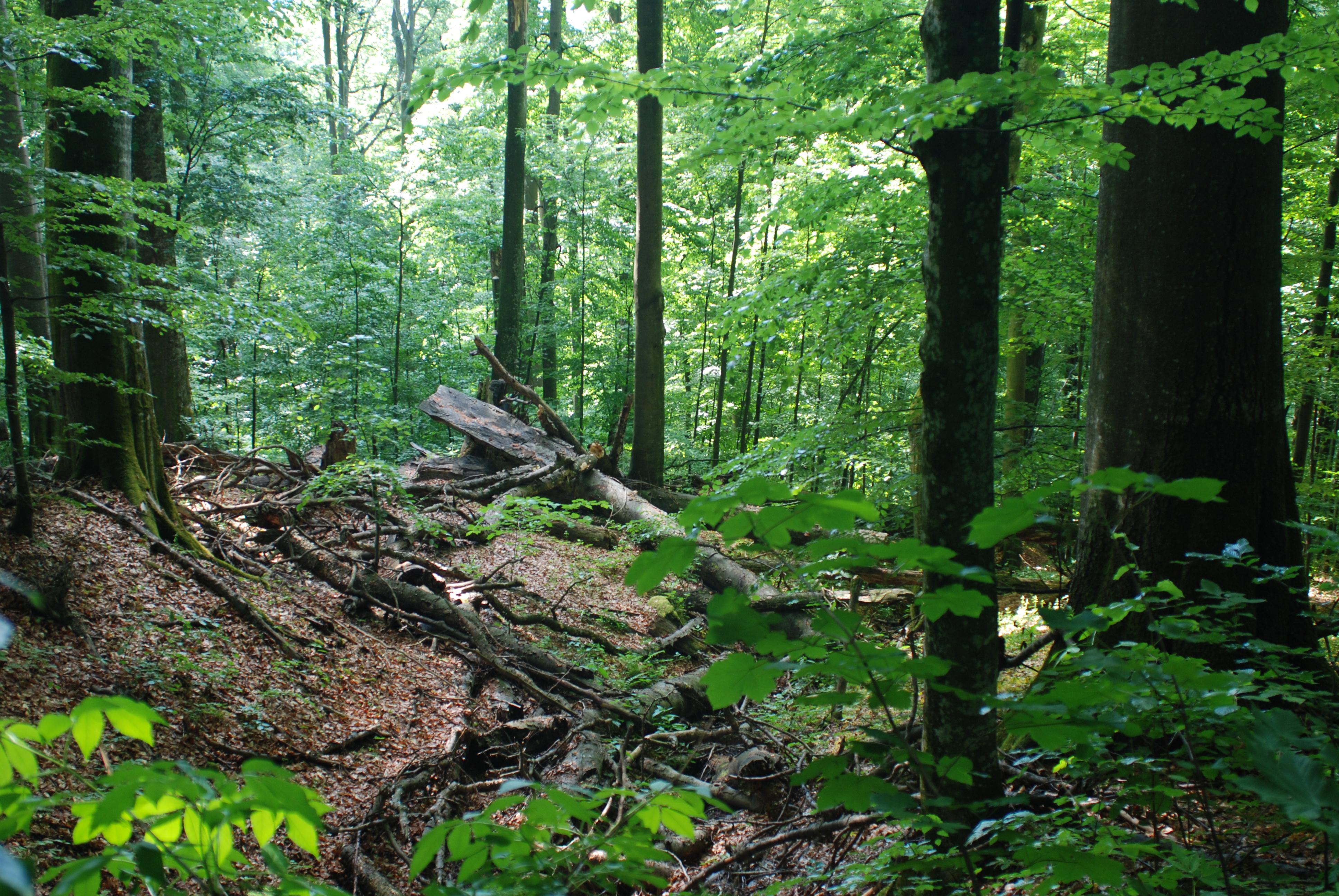
Zone d'échantillonnage (Mala Ouholka).
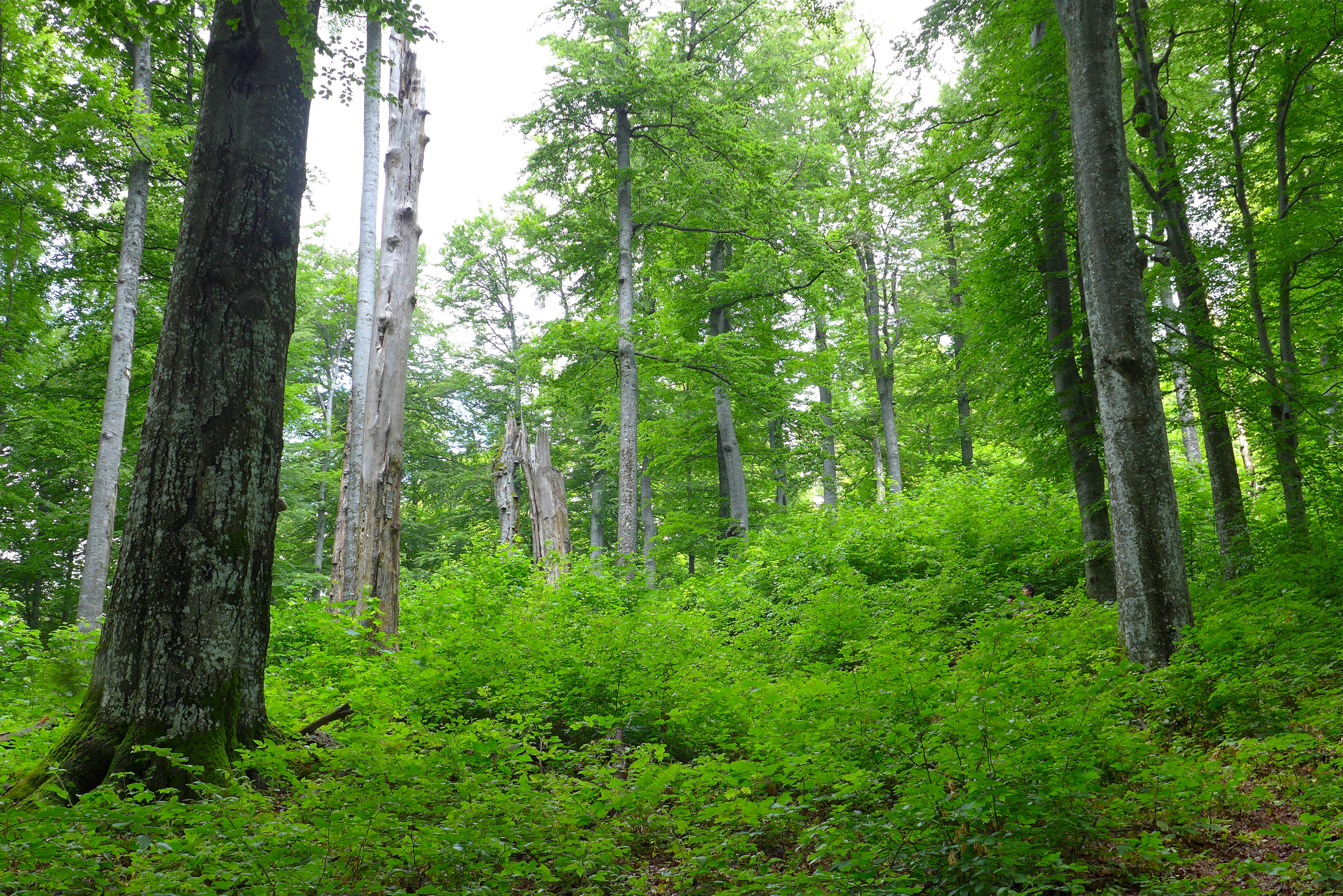
Régénération après chablis (Mala Ouholka).
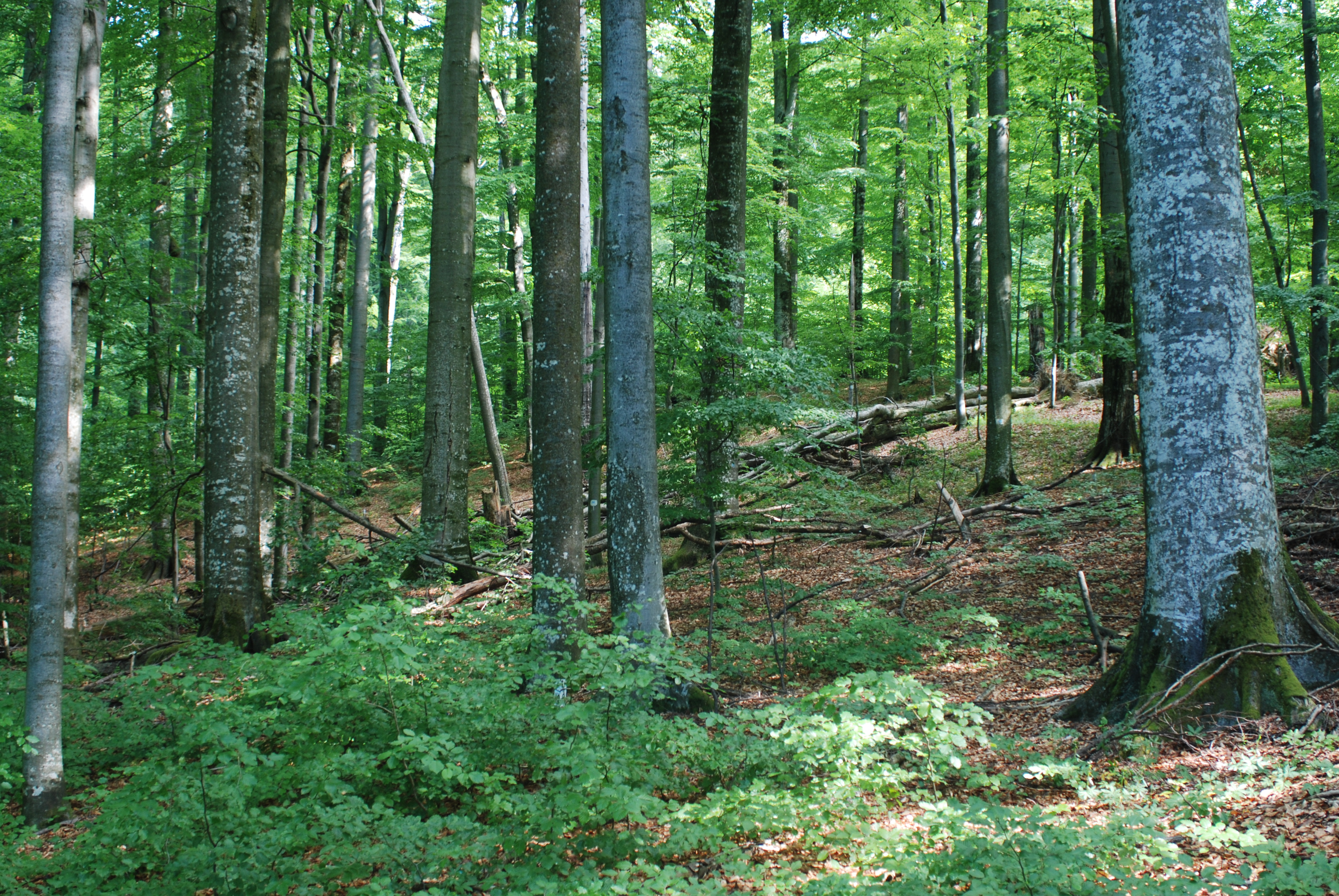
Zone d'échantillonnage (Mala Ouholka).
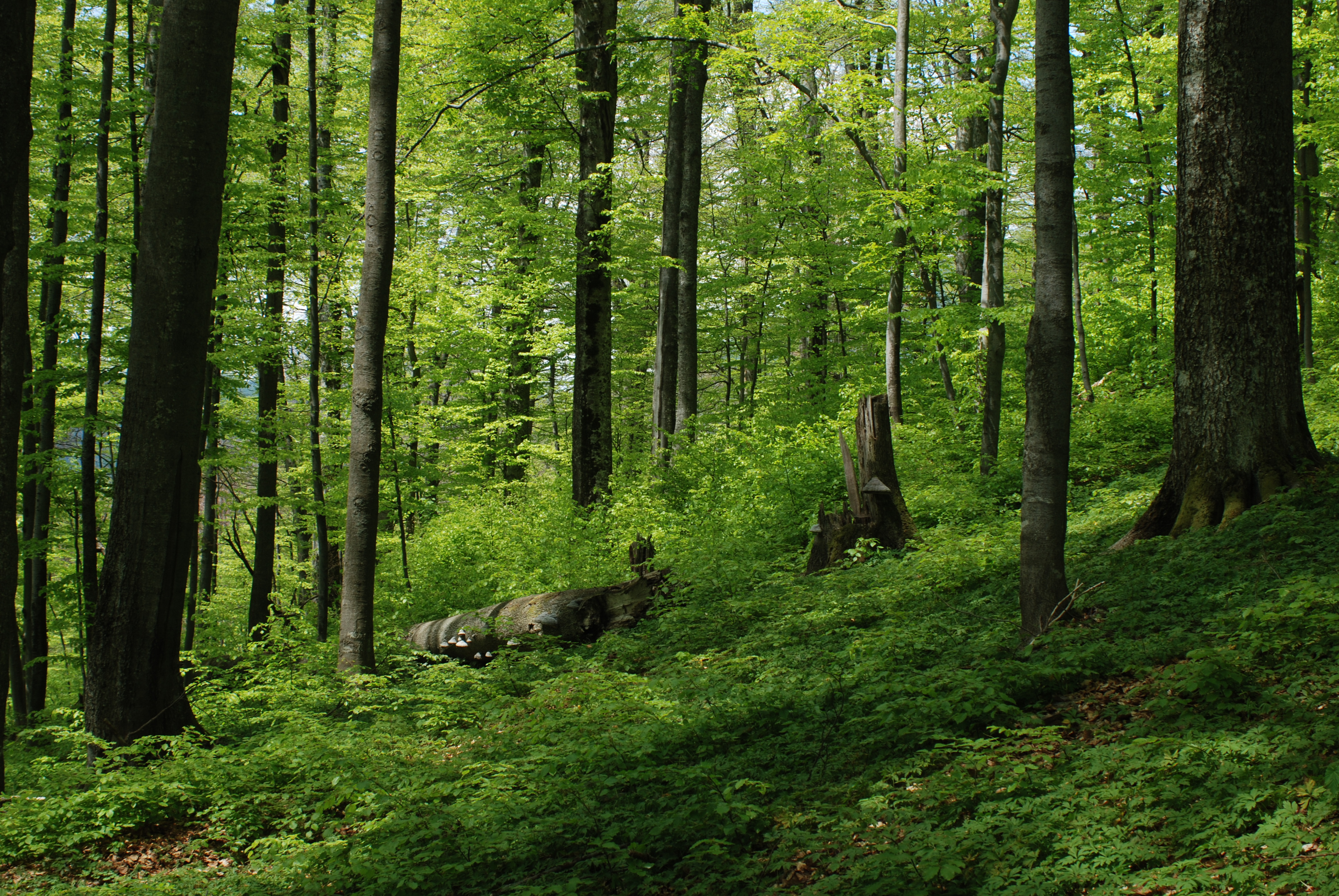
Zone de régénération à Chyrokyï Louh.

## Écotourisme
Deux sentiers écologiques ont été créés pour les visiteurs de la forêt primaire d'Ouholka-Chyrokyï Louh :  
1. Dans la forêt primaire de hêtres de Mala Ouholka : ce sentier d'environ 5 km, au départ de l'office de la Réserve de biosphère des Carpates à Kitcherely, parcourt la forêt primaire de hêtres en passant par la grotte de l'Amitié, la plus longue grotte karstique des Carpates ukrainiennes, ainsi que par Karstovyï Mist (uk), une formation calcaire en forme d'arc ;
2. Dans la forêt primaire de hêtres de Velyka Ouholka : ce sentier de 4,5 km guide les visiteurs à Molotchnyï Kamin (uk), une grotte karstique où vivaient les hommes du Paléolithique qui pratiquaient la chasse à l'ours.